# Reginold d'Eichstätt
Reginold (mort le 4 avril 991 à Eichstätt) est évêque d'Eichstätt de 966 à sa mort.

## Biographie
Reginold vient d'une famille noble. Il est probablement nommé évêque par l'empereur Otton le Grand et prend part à plusieurs synodes du Reich, notamment au synode du Reich à Ravenne, où Magdebourg est élevée au rang d'archevêché. Il agrandit la cathédrale d'Eichstätt et donne un nouvel ossuaire à Willibald, le premier évêque. Il écrit plusieurs offices en l'honneur de Willibald, Wynnebald, Blaise de Sébaste et Nicolas de Myre. L'anonyme de Herrieden (de), un chroniqueur du XIe siècle, souligne son habileté pour le latin et le grec.

## Source, notes et références